# 資本充足率
資本適足率指商業銀行資本充足程度的比率。
按照《巴塞爾協議》，資本充足率的最低標準為：銀行資本和風險加權的總資產之間比率至少為8%，其中核心資本和風險加權的總資產之間比率至少為4%。